# 洪宗熠
洪宗熠（1969年1月27日—），中華民國政治人物，彰化二林人，曾任第9屆民主進步黨籍彰化第三選區立法委員。早年擔任立委助理，曾連任四屆縣議員。2015年4月15日，洪宗熠獲民進黨提名，在其不被看好以及泛藍分裂的情況下，以六千餘票之差擊敗中國國民黨長年經營此區、尋求三連霸的立委鄭汝芬，順利進軍國會。
2020年1月11日，在立委選舉中以14000票差距敗給國民黨籍鄭汝芬之女謝衣鳯，中斷其爭取連任之路。
2020年5月28日，擔任行政院中部聯合服務中心副執行長。
2024年7月21日，民主進步黨召開第二十一屆第一次全國黨員代表大會，當選中央評議委員。

## 選舉紀錄
| 年度 | 選舉屆數               | 選舉區           | 所屬政黨   | 得票數 | 得票率 | 當選標記 | 備註 |
| ---- | ---------------------- | ---------------- | ---------- | ------ | ------ | -------- | ---- |
| 2002 | 第十五屆彰化縣議員選舉 | 彰化縣第八選舉區 | 民主進步黨 | 7,176  | 11.00% |          |      |
| 2005 | 第十六屆彰化縣議員選舉 | 彰化縣第八選舉區 | 民主進步黨 | 8,524  | 12.60% |          |      |
| 2009 | 第十七屆彰化縣議員選舉 | 彰化縣第八選舉區 | 民主進步黨 | 15,712 | 24.31% |          |      |
| 2014 | 第十八屆彰化縣議員選舉 | 彰化縣第八選舉區 | 民主進步黨 | 12,483 | 18.17% |          |      |
| 2016 | 第九屆立法委員選舉     | 彰化縣第三選舉區 | 民主進步黨 | 75,609 | 44.58% |          |      |
| 2020 | 第十屆立法委員選舉     | 彰化縣第三選舉區 | 民主進步黨 | 83,380 | 43.79% |          |      |

## 外部連結
- 彰化縣議會議員個人網站 （页面存档备份，存于）
- 立法院網站洪宗熠委員簡歷
- 洪宗熠 Facebook

| 彰化縣議會 | |      |
| '          | 彰化縣議會議員 第八選區（二林鎮、芳苑鄉、大城鄉、竹塘鄉） 第十五、第十六、十七屆、第十八屆 2002年3月1日 - | 現任 |